# Чистяков, Василий Матвеевич
Васи́лий Матве́евич Чистя́ков (1890, д. Александрово, Нерехтинский уезд, Костромская губерния, Российская империя — 1965, Москва) ― советский учёный-педагог, методист, доктор педагогических наук, профессор (1950), написал основы методики преподавания русского языка для нерусских учащихся, автор известного труда «Основы методики русского языка в нерусских школах» (1941).

## Биография
Родился в 1890 году в деревне Александрово, Нерехтинский уезд, Костромская губерния, Российская империя. Семья: мать Анна, отце Матвей; Василий - старший сын, еще четверо детей: Александра, Мария, Михаил и Анатолий.
Свою учительскую работу начал в 1907 году в двуклассной школы в деревне Наволоки на Волге (около города Кострома). В 1912 году окончил Ярославский учительский институт, после этого работал учителем начальной школы. Затем стал преподавателем русского языка в высших начальных училищах в городах Кинешма и Тверь.
С 1921 по 1930 год Чистяков работал в средних школах, на рабочих факультетах. Также преподавал в Калининском учительском институте. 
В 1930 году назначен заведующим кафедрой русского языка Ферганского государственного педагогического института (Узбекская ССР). В 1938 году переехал в Москву, где начал работать в Центральном педагогическом институте национальностей. 
Затем трудился в Институте школ и в Институте повышения квалификации кадров народного образования. С 1944 по 1949 год вёл научные исследования в Научно-исследовательском институте методов обучения и с 1949 по 1965 год в Научно-исследовательском институте национальных школ Академии педагогических наук РСФСР.
Чистяков разработал методики преподавания русского языка в нерусских школах. Наибольшую известность в стране и за рубежом получила его книга «Основы методики русского языка в нерусских школах» (4 изд., М., 1958, книга предназначена для разных национальностей независимо от характера и структуры их родных языков). Также написал ряда учебников, пособий и программ по русскому языку для школ различных национальностей СССР (тувинских, уйгурских, каракалпакских, марийских, татарских, узбекских, якутских, хакасских и тд.).
Умер в 1965 году в Москве.